# Acianthera gracilisepala
Acianthera gracilisepala là một loài phong lan. Loài này được Luer phát hiện năm 2004.